# Frantz Linck
Frantz (Frans) Linck (Link) var en guldsmed, verksam i Stockholm vid slutet av 1500-talet.
Linck förekommer i Stockholms slotts räkenskaper då han förbättrade ett silverkrucifix 1582 samt 1591 då han erhöll betalning för store koppar Rosor, som iagh drifuidh och förgyltt haffur. Han bror Simon Link utförde 1588 Slottskyrkans krönta namnchiffer i koppar och mässing. 